# Johan Arango
Johan Leandro Arango Ambuila (Cali; 5 de febrero de 1991) es un futbolista colombiano. Juega como interior izquierdo. Actualmente milita en el Internacional Palmira. Su hermano Paulo César Arango también fue futbolista.

## Estilo de juego
Arango emergió como un atacante hábil, con gol, visión y una zurda educada que lo convirtió en un recurso ofensivo recurrente para varios equipos en Colombia y el extranjero. Su nombre ha sido constante en las planillas del fútbol profesional, a menudo en clubes que apostaban por su desequilibrio y su capacidad para romper líneas con balón dominado.

## Trayectoria
Debutó profesionalmente con el América de Cali, donde dejó las primeras pinceladas de su estilo. Luego vinieron pasos por Once Caldas, Deportivo Pasto, Uniautónoma, Santa Fe e Independiente Medellín, donde vivió su mejor momento colectivo al coronarse campeón del Torneo Apertura en 2016. Su estadía en Manizales fue probablemente la más significativa desde lo individual: goles, asistencias y protagonismo constante.
Arango también exploró escenarios internacionales. En México defendió los colores del Correcaminos UAT y Juárez FC, y en Arabia Saudita jugó con el Al-Batin FC, donde sumó minutos en una liga emergente. En Perú integró el plantel del Deportivo Binacional, equipo con el que tuvo continuidad y aportes ofensivos. En 2023 sorprendió al unirse al Bangladesh Police FC, ampliando su recorrido a escenarios menos habituales para jugadores colombianos. En 2024 recaló en el União Atlético Clube del fútbol brasileño (Serie D), consolidando su carácter de futbolista trotamundos.

## Retiros y regresos
Después de anunciar su retiro del fútbol en el segundo trimestre de 2022, en marzo de 2023 se confirma su traspaso y contratación por el Bangladesh Police Football Club, de la Liga Premier de Bangladesh. Posteriormente, en 2024, ficha por el Capital (Palmas) de Brasil donde al culminar su contrato nuevamnete se retira. Para el segundo semestre de ese mismo año, se convierte en asistente técnico del entrenador Héctor Cárdenas en el Internacional de Palmira, desempeñándose como preparador de delanteros. Sin embargo, al iniciar la pretemporada del Torneo Apertura 2025, es inscrito como delantero del equipo, regresando a la actividad luego de varios meses.

## Clubes

### Como jugador
| Club                              | Div.          | Temporada     | Liga  | Liga  | Liga   | Copas | Copas | Copas  | Internacionales | Internacionales | Internacionales | Total | Total | Total  | Media Goleadora |
| Club                              | Div.          | Temporada     | Part. | Goles | Asist. | Part. | Goles | Asist. | Part.           | Goles           | Asist.          | Part. | Goles | Asist. | Media Goleadora |
| --------------------------------- | ------------- | ------------- | ----- | ----- | ------ | ----- | ----- | ------ | --------------- | --------------- | --------------- | ----- | ----- | ------ | --------------- |
| América de Cali · Colombia        | 1.ª           | 2009          | 1     | 0     | 0      | —     | —     | —      | —               | —               | —               | 1     | 0     | 0      | 0,00            |
| América de Cali · Colombia        | Total         | Total         | 1     | 0     | 0      | 0     | 0     | 0      | 0               | 0               | 0               | 1     | 0     | 0      | 0,00            |
| Depor Aguablanca · Colombia       | 2.ª           | 2011          | 11    | 2     | 0      | 3     | 1     | 0      | —               | —               | —               | 14    | 3     | 0      | 0,21            |
| Depor Aguablanca · Colombia       | Total         | Total         | 11    | 2     | 0      | 3     | 1     | 0      | 0               | 0               | 0               | 14    | 3     | 0      | 0,21            |
| Universitario Popayán · Colombia  | 2.ª           | 2012          | 3     | 0     | 0      | 5     | 1     | 0      | —               | —               | —               | 8     | 1     | 0      | 0,12            |
| Universitario Popayán · Colombia  | Total         | Total         | 3     | 0     | 0      | 5     | 1     | 0      | 0               | 0               | 0               | 8     | 1     | 0      | 0,12            |
| América de Cali · Colombia        | 2.ª           | 2013          | 4     | 0     | 0      | 5     | 1     | 0      | —               | —               | —               | 9     | 1     | 0      | 0,11            |
| América de Cali · Colombia        | Total         | Total         | 4     | 0     | 0      | 5     | 1     | 0      | 0               | 0               | 0               | 9     | 1     | 0      | 0,11            |
| Universidad del Caribe · Colombia | 2.ª           | 2013          | 21    | 3     | 0      | —     | —     | —      | —               | —               | —               | 21    | 3     | 0      | 0,14            |
| Universidad del Caribe · Colombia | Total         | Total         | 21    | 3     | 0      | 0     | 0     | 0      | 0               | 0               | 0               | 21    | 3     | 0      | 0,14            |
| Once Caldas · Colombia            | 1.ª           | 2014          | 25    | 9     | 3      | 13    | 6     | 0      | —               | —               | —               | 38    | 15    | 3      | 0,39            |
| Once Caldas · Colombia            | 1.ª           | 2015          | 37    | 12    | 14     | 6     | 2     | 0      | 2               | 1               | 0               | 45    | 15    | 14     | 0,38            |
| Once Caldas · Colombia            | Total         | Total         | 62    | 21    | 17     | 19    | 8     | 0      | 2               | 1               | 0               | 83    | 30    | 17     | 0,38            |
| Independiente Medellín · Colombia | 1.ª           | 2016          | 12    | 1     | 1      | 4     | 3     | 0      | —               | —               | —               | 16    | 4     | 1      | 0,25            |
| Independiente Medellín · Colombia | Total         | Total         | 12    | 1     | 1      | 4     | 3     | 0      | 0               | 0               | 0               | 16    | 4     | 1      | 0,25            |
| Deportivo Pasto · Colombia        | 1.ª           | 2016          | 16    | 6     | 2      | 2     | 2     | 0      | —               | —               | —               | 18    | 8     | 2      | 0,44            |
| Deportivo Pasto · Colombia        | Total         | Total         | 16    | 6     | 2      | 2     | 2     | 0      | 0               | 0               | 0               | 18    | 8     | 2      | 0,44            |
| Santa Fe · Colombia               | 1.ª           | 2017          | 12    | 2     | 2      | 1     | 0     | 0      | 5               | 3               | 1               | 18    | 5     | 3      | 0,28            |
| Santa Fe · Colombia               | Total         | Total         | 12    | 2     | 2      | 1     | 0     | 0      | 5               | 3               | 1               | 18    | 5     | 3      | 0,38            |
| Once Caldas · Colombia            | 1.ª           | 2017          | 14    | 2     | 4      | 1     | 0     | 0      | —               | —               | —               | 15    | 2     | 4      | 0,13            |
| Once Caldas · Colombia            | Total         | Total         | 14    | 2     | 4      | 1     | 0     | 0      | 0               | 0               | 0               | 15    | 2     | 4      | 0,13            |
| Juárez · México                   | 2.ª           | 2018          | 7     | 0     | 0      | 2     | 0     | 0      | —               | —               | —               | 9     | 0     | 0      | 0,0             |
| Juárez · México                   | Total         | Total         | 7     | 0     | 0      | 2     | 0     | 0      | 0               | 0               | 0               | 9     | 0     | 0      | 0,0             |
| Al-Batin FC Arabia Saudita        | 1.ª           | 2018          | 11    | 1     | 0      | —     | —     | —      | —               | —               | —               | 11    | 1     | 0      | 0,0             |
| Al-Batin FC Arabia Saudita        | Total         | Total         | 11    | 1     | 0      | 0     | 0     | 0      | 0               | 0               | 0               | 11    | 1     | 0      | 0,0             |
| Independiente Santa Fe · Colombia | 1.ª           | 2019          | 14    | 3     | 2      | 3     | 2     | 0      | —               | —               | —               | 17    | 5     | 2      | 0,31            |
| Independiente Santa Fe · Colombia | Total         | Total         | 14    | 3     | 2      | 3     | 2     | 0      | 0               | 0               | 0               | 17    | 5     | 2      | 0,31            |
| Correcaminos de la UAT · México   | 2ª            | 2019          | 9     | 0     | 1      | 2     | 0     | 0      | —               | —               | —               | 11    | 0     | 1      | 0,0             |
| Correcaminos de la UAT · México   | Total         | Total         | 9     | 0     | 1      | 2     | 0     | 0      | 0               | 0               | 0               | 11    | 0     | 1      | 0,0             |
| Deportivo Binacional · Perú       | 1ª            | 2020          | 21    | 7     | 8      | 1     | 0     | 0      | 6               | 1               | 1               | 28    | 8     | 9      | 0,16            |
| Deportivo Binacional · Perú       | 1ª            | 2021          | 21    | 7     |        | 2     | 1     |        | -               | -               | -               | 23    | 8     |        |                 |
| Deportivo Binacional · Perú       | Total         | Total         | 42    | 14    | 8      | 3     | 1     | 0      | 6               | 1               | 1               | 51    | 16    | 9      | 0,16            |
| Jaguares de Córdoba · Colombia    | 1ª            | 2022          | 5     | 0     |        | 1     | 0     |        | -               | -               | -               | 6     | 0     |        |                 |
| Jaguares de Córdoba · Colombia    | Total         | Total         | 5     | 0     |        | 1     | 0     |        | 0               | 0               | 0               | 6     | 0     |        |                 |
| Bangladesh Police FC Bangladés    | 1ª            | 2023          | 8     | 7     |        | -     | -     | -      | -               | -               | -               | 8     | 7     |        |                 |
| Bangladesh Police FC Bangladés    | Total         | Total         | 8     | 7     | 0      | 0     | 0     | 0      | 0               | 0               | 0               | 8     | 7     |        |                 |
| Capital (Palmas) · Brasil         | 1ª            | 2024          | 9     | 1     |        | -     | -     | -      | -               | -               | -               | 9     | 1     |        |                 |
| Capital (Palmas) · Brasil         | Total         | Total         | 9     | 1     | 0      | 0     | 0     | 0      | 0               | 0               | 0               | 9     | 1     |        |                 |
| Internacional Palmira · Colombia  | 2ª            | 2025          | 6     | 2     |        | -     | -     | -      | -               | -               | -               | 6     | 2     |        |                 |
| Internacional Palmira · Colombia  | Total         | Total         | 6     | 2     | 0      | 0     | 0     | 0      | 0               | 0               | 0               | 6     | 2     |        |                 |
| Total carrera                     | Total carrera | Total carrera | 213   | 46    | 37     | 48    | 18    | 0      | 13              | 5               | 2               | 274   | 69    | 39     | 0,25            |

### Como asistente técnico
| Equipo                           | AT de:          | Periodo              | Periodo                 |
| Equipo                           | AT de:          | Desde                | Hasta                   |
| -------------------------------- | --------------- | -------------------- | ----------------------- |
| Internacional Palmira · Colombia | Héctor Cárdenas | 14 de agosto de 2024 | 31 de diciembre de 2024 |

## Palmarés

### Campeonatos  nacionales
| Título                | Club             | País     | Año  |
| --------------------- | ---------------- | -------- | ---- |
| Categoría Primera B   | Uniautónoma F.C. | Colombia | 2013 |
| Torneo Apertura (*)   | C.D.I. Medellín  | Colombia | 2016 |
| Superliga de Colombia | C.I. Santa Fe    | Colombia | 2017 |

- (*)En el torneo apertura 2016 jugando para el DIM fue despedido por reiterados actos de indisciplina relacionado con licor. Además fue suspendido por la Dimayor al agredir al jugador Juan Guillermo Domínguez, pero se le otorga el título por haber sido parte del plantel hasta la fecha 17.

## Polémicas
Debido a su comportamiento de indisciplina Johan Arango  se ha visto involucrado en varios episodios polemicos.

### Once Caldas
En 2014 jugando para el Once Caldas fue separado del plantel por el entrenador Flabio Torres al llegar en estado de ebriedad a la práctica del club previo a un partido con Santa Fe.
En 2015 se vuelve a sancionar luego de que se filtran unas fotos de Johan junto con Luis Quiñones y dos mujeres en un fiesta clandestina previo a un partido frente al Deportivo Cali.

### Independiente Medellín
En el torneo apertura 2016 jugando para el DIM fue despedido por reiterados actos de indisciplina relacionado con licor. Además paralelamente fue suspendido por la Dimayor al agredir al jugador Juan Guillermo Domínguez.

### 2016
A mediados de 2016 realiza la pretemporada con el equipo mexicano Jaguares de Chiapas, allí fue acusado de actos de indisciplina y no se le fue contratado. Luego fue fichado por el Deportivo Pasto en donde también se vio envuelto en algunas polémicas.

### Santa Fe
En enero de 2017 se le relaciona por primera vez con actos de violación parte de una trabajadora sexual en la ciudad de Bogotá. Aunque legalmente nunca se esclarecieron los hechos la mujer declaró que otros seis miembros del plantel cardenal abrían participado en los hechos.
En los días posteriores fue polémico en redes sociales por su comportamiento extra deportivo ya que compartía vídeos en su cuenta Instagram ingiriendo licor. 
En 2019 jugando para Santa Fe en su día libre nuevamente se ve envuelto en una polémica al estrellar su auto presuntamente en estado de ebriedad en contra de un ruta escolar en el municipio de Tenjo. Previamente el jugador compartió varios vídeos en un concierto de música urbana ingiriendo licor.
Después de su accidente se filtró a través de Twitter una noticia en la que da a conocer que Johan tiene su licencia de conducción suspendida desde el año 2016 y adeuda más de $COP 60 millones de pesos (20 mil dólares) en multas de tránsito.

### 2020
En enero de 2020 se hizo polémico en todo el continente ya que fue anunciado en menos de una semana como "nuevo refuerzo" por 4 equipos distintos. La primera por un club mexicano, luego el mismo día por el club boliviano Always Ready, tres días después por el Deportivo Binacional de Perú y por último en el Olmedo de ecuador. Al final se presentó en Perú para jugar con el Deportivo Binacional..
A finales de octubre de 2020 se le denuncia por presuntamente haber abusado sexualmente de una universitaria junto con el también jugador Omar Tejeda. Siendo ésta la segunda oportunidad en la que Arango se le relaciona con temas de abuso sexual.
En  diciembre del mismo año vuelve a generar polémica tras participar en una fiesta clandestina en una whiskeria en pleno toque de queda por la pandemia del coronavirus junto con el igualmente controversial Jean Deza
.